# Azaz
Azaz (în arabă أعزاز A‘zāz) este un oraș din nord-vestul Siriei, fiind situat la aproximativ 32 de kilometri de nord-vestul Alepului. Potrivit Biroului Central de Statistică din Siria (CBS), Azazul avea o populație de 31.623 de locuitori în recensământul din 2004. Începând cu anul 2015, locuitorii săi erau aproape în întregime musulmani sunniți, în majoritate arabi, dar și kurzi și turkmeni.